# Polyura schreiber
Espèce
Polyura schreiber est une espèce de lépidoptères (papillons) de la famille des Nymphalidae et de la sous-famille des Charaxinae. 

## Dénomination
Polyura schreiber a été décrit par Jean-Baptiste Godart en 1824, sous le nom initial de Nymphalis schreiber.
Synonyme : Eulepis schreiber Rothschild & Jordan, 1898. 

### Nom vernaculaire
Polyura schreiber se nomme Blue Nawab en anglais.

### Sous-espèces
- Polyura schreiber schreiber ; présent à Java
- Polyura schreiber assamensis (Rothschild, 1899) ; présent en Inde, en Thaïlande, au Laos, au Cambodge et au Vietnam[2].
- Polyura schreiber bilarensis Jumalon ; présent aux Philippines.
- Polyura schreiber entheatus (Fruhstorfer, 1914)
- Polyura schreiber luzonicus (Rothschild, 1899) ; présent aux Philippines.
- Polyura schreiber malayicus (Rothschild, 1899) ; présent à Bornéo.
- Polyura schreiber niasicus (Butler, 1883) ; présent à Nias.
- Polyura schreiber praedictus Schröder & Treadaway, 1980 ; présent aux Philippines.
- Polyura schreiber tisamenus (Fruhstorfer, 1914) ; présent en Malaisie, en Thaïlande, à Singapour et à Sumatra[3].
- Polyura schreiber valesius (Fruhstorfer, 1914) ; présent à Sumatra.
- Polyura schreiber wardii (Moore, 1896) ; présent dans le sud de l'Inde[1].

## Description
Polyura schreiber est un papillon aux ailes antérieures à bord externe concave et aux ailes postérieures avec chacune deux fines queues. Le corps est marron.
Le dessus est marron barré de blanc bleuté, aux ailes antérieures en triangle depuis le bord interne, aux ailes postérieures du bord costal jusqu'à proximité du bord externe près de l'angle anal avec une ligne submarginale de petites marques blanches.
Le revers est blanc grisé barré d'une bande moutarde et orné d'une ligne de chevrons rouge et bleu.

## Biologie

### Plantes hôtes
Les plantes hôtes de sa chenille sont Rourea santaloides et Wagatea spicata et  pour Polyura schreiber tisamenus Nephelium lappaceum.

## Écologie et distribution
Polyura schreiber est présent en Inde, en Thaïlande, au Laos, au Cambodge, au Vietnam, en Malaisie, à Singapour, aux Philippines, à Java,  à Nias, à Bornéo et à Sumatra,,.

### Protection
Pas de statut de protection particulier.